# .sg
.sg為新加坡國家及地區頂級域（ccTLD）的域名。这一域名由新加坡网络信息中心管理，注册过程由官方认可的注册商进行处理。2011年，兩個給新加坡的國際化國家及地區頂級域正式啟用，他們分別是.新加坡 (編碼為 .xn--yfro4i67o)和.சிங்கப்பூர் (編碼為 .xn--clchc0ea0b2g2a9gcd) 他們預計從2011年7月開始接受申請，並於同年9月激活。

## 二级域名
- .com.sg - 商业实体
- .net.sg - 网络提供商或信息服务提供商
- .org.sg - 社会注册的组织
- .gov.sg - 政府组织
- .edu.sg - 教育机构
- .per.sg - 个人域名
- .idn.sg - 中文和坦米爾文域名（2005年7月4日－2006年1月3日期间试用）

## 外部連結
- IANA .sg whois information（页面存档备份，存于）
- Singapore Network Information Centre*